# 休古尼 (阿拉巴馬州)
休古尼（英語：Huguley）是一個位於美國阿拉巴馬州錢伯斯縣的非建制地區和人口普查指定地區。根據2010年美國人口普查，該地人口為2540人。

## 地理
休古尼的座標為32°50′16″N 85°13′59″W / 32.837778°N 85.233056°W，而該地最高點為海拔高度214米（即702英尺）。